# Meishin-Autobahn
Die Meishin-Autobahn (jap. 名神高速道路, Meishin Kōsokudōro) ist die wichtigste Autobahnverbindung zwischen den Ballungsräumen Kansai und Nagoya in Japan und führt von Komaki bei Nagoya bis Nishinomiya bei Kōbe. Herausragende Bedeutung hat die Meishin-Autobahn als Hauptverkehrsader für den Individualverkehr zwischen Kōbe/Osaka und Kyōto und dient in Verbindung mit der Tōmei-Autobahn als Hauptverkehrsader des individuellen Fernverkehrs zwischen den zwei größten Ballungsgebieten des Landes, Kansai und Kantō. Die Meishin bildet seit der Einführung einer Autobahnnummerierung im Jahre 2017 das westliche Teilstück der E1 und geht bei Komaki in die Tōmei über, die das östliche Teilstück der E1 bildet.
Der erste Abschnitt der Meishin-Autobahn wurde 1963 für den Verkehr geöffnet und war damit die erste Autobahn Japans.
Die Bezeichnung Meishin gibt die Anfangspunkte der Autobahn an, indem die Anfangszeichen der Stadtnamen von Nagoya (名古屋) und Kōbe (神戸) zusammengesetzt und in regulärer Onyomi gesprochen werden.

## Anschlussstellen
Komaki (24) – Ichinomiya (25) – Gifu-Hashima (25-2) – Ōgaki (26) – Sekigahara (27) – Hikone (28) – Yōkaichi (29) – Ryūō (29-2) – Rittō-Konan (29-3) – Rittō (30) – Seta-Higashi (30-2) – Seta-Nishi (30-2) – Ōtsu (31) – Kyōto-Higashi (32) – Kyōto-Minami (33) – Ōyamazaki (33-3) – Takatsuki (11) – Ibaraki (34) – Suita (35) – Toyonaka (36) – Amagasaki (37) – Nishinomiya (38)

## Verlauf
- Präfektur Aichi
  - Komaki – Iwakura – Ichinomiya – Inazawa
- Präfektur Gifu
  - Hashima – Ōgaki
- Präfektur Shiga
  - Maibara – Hikone – Higashiōmi – Konan – Yasu – Rittō – Kusatsu – Ōtsu
- Präfektur Kyōto
  - Kyōto – Mukō – Nagaokakyō
- Präfektur Osaka
  - Takatsuki – Ibaraki – Suita – Toyonaka
- Präfektur Hyōgo
  - Amagasaki – Nishinomiya